# Чокнутый профессор (фильм, 1996)
«Чокнутый профессор» (англ. Nutty Professor) — фильм режиссёра Тома Шедьяка. Ремейк одноимённого фильма 1963 года.

## Сюжет
Профессор Шерман Кламп — гениальный учёный и ведущий генетик Колледжа Веллман, где и преподаёт. Он умён, доброжелателен, однако при этом страдает от наследственного ожирения, из-за чего является весьма неуклюжим человеком, создающим вокруг себя множество опасных, и весьма комичных ситуаций. Так, из-за того, что, уходя из лаборатории, он задел пузом переключатель, открывающий дверцы клеток с подопытными животными, на воле оказываются тысячи подопытных морских свинок, что создаёт хаос на территории кампуса и вызывает негодование декана Ричмонда, который при всём желании не может избавиться от Клампа только потому, что тот один из главных учёных страны и находится на грани  открытия, который может помочь в получении крупного гранта. И, собственно, придя в лабораторию, от своего ассистента Джейсона, Шерман узнаёт, что недавний опыт с Шелли, тучной до неповоротливости свинкой, дал неплохие плоды, и теперь они могут синтезировать формулу, способную на реструктуризацию генома и метаболическое преобразование, делая похудание более быстрым и безболезненным. Несмотря на требования декана как можно быстрее предоставить результаты ввиду потери прежнего инвестора и желания заполучить нового, Шерман не торопится с дополнительными опытами на Шелли, и уж тем более на живом человеке.
После одной из лекций Шерман знакомится с новым преподавателем химии Карлой Патти, привлекательной молодой женщиной и поклонницей его научных работ. Сам не замечая, как влюбился в неё, он начал усиленно заниматься спортом, а после ужина со своей обделённой тактичностью семьёй приглашает Карлу на свидание, и та, к его удивлению, соглашается. Однако всё идёт прахом, когда клубный комик Реджи Уоррингтон высмеивает его внешнюю тучность, что возвращает самооценку учёного на планку ниже, чем была ранее. Карла пытается его подбодрить, однако очередной ночной кошмар толкает Шермана на «крайние меры».
Считая, что традиционными методами своих целей ему никогда не достичь, Шерман обращается к самому близкому ему методу — науке. Синтезировав новую формулу с учётом своих габаритов и генетической структуры, меньше чем за 30 секунд неповоротливый 200-килограммовый толстяк превращается в атлетично сложенного красавца. Получившийся результат повергает Шермана в такой шок, что в течение дня он кричит, что похудел, скупает облегающую одежду, а также замечает, что сколько бы он ни съел, ни внешних изменений, ни дискомфорта не происходит. Когда же в лаборатории его таким встречает Карла, то не узнаёт его, и тот называет себя Бадди Лавом («Бадди», то есть приятелем/братцем его нарёк вошедший охранник, а «Лавом», то есть любовь он назвал себя сам). Тут же выясняется, что эффект формулы временный, и перед тем как вновь «стать собой», сначала меняется голос Шермана, а потом он весь целиком.
Очередное свидание с Карлой кажется удачнее прежнего: девушка очарована им, а также тем, как Бадди разделался с Реджи, сначала высмеивая его самого, а после издевательски избив, играя на рояле. Однако истечение формулы сначала проявляется во вспухшей губе после поцелуя с Карлой, а после привело к ДТП за рулём Dodge Viper RT/10, в ходе которого Джейсон узнаёт о метаморфозах профессора, погнавшись за ним из-за появления кредитки Шермана в счёте Бадди. Сначала Шерман получает нагоняй от Ричмонда за траты казённых денег на машину и одежду, а после с ним проводит беседу Джейсон, который советует Шерману остановиться, так как в клубе он уже вёл себя иррационально по отношению к себе прежнему, и что формула напрямую воздействует на тестостерон, что может лишить Шермана контроля над его новой личностью.
Чтобы проверить утверждения Джейсона, Шерман приглашает Карлу на семейный ужин, но фривольность и беспардонность членов семьи портит всё впечатление. Считая, что он никогда не будет для девушки более чем другом, Шерман вновь принимает облик Бадди, чтобы пойти с ней в отель «Ритц» на приём бизнесмена Харлона Хартли, поклонника науки и выпускника Колледжа Веллман, готового предоставить грант в $10,000,000. От личности Шермана не осталось и следа: Бадди Лав, раскованный эгоист и гедонист, падкий на секс и деньги, присваивает себе все лавры Шермана, а также ссорится с Карлой, предложив ей стать частью «групповушки», и устраивает в квартире учёного вечеринку и оргию с тремя девицами. Утро для Шермана становится тяжким: Карла не хочет с ним разговаривать, увидев в его квартире тех самых девиц, а Ричмонд увольняет его и говорит, что его приглашение на Бал выпускников и место на кафедре теперь переходит Бадди. Впавший в депрессию Шерман смотрит телевизор и случайно запускает видеообращение Бадди к нему, в котором тот советует Клампу продолжать употребление формулы, чтобы «праздник продолжался», а также говорит, что Шерман Бадди не ровня и ему никогда не совладеть со своим альтер эго. Приобретя храбрость и уверенность к себе, Шерман вызывает Джейсона в лабораторию, где они уничтожают склянки с формулой, но Бадди предвидел это и заменил содержимое энергетика для похудания «Мега-шейк» (который обычно пьёт Шерман), из-за чего Бадди вновь «пробуждается» и оглушает Джейсона ударом кулака, перед этим поведав свой план по избавлению от Шермана Клампа: если выпить большую дозу формулы, это может убить, но при правильном дозировании исчезнет только Шерман, а Бадди останется.
На Балу выпускников Бадди устраивает шоу, наглядно показывая возможности формулы, но вовремя подоспевший Джейсон позволяет эффекту формулы снизиться достаточно, чтобы находящийся внутри Бадди Шерман дал ему отпор изнутри и извне. Стоя на сцене в оборванном смокинге, Шерман признаётся, что считал Бадди Лава тем, кем его хотят видеть окружающие, а, уйдя в сад, признаётся Карле, что не верит в то, что она примет его таким, какой он есть. Хотя о романтических отношениях напрямую не говорится, Карла соглашается потанцевать с ним, а Хартли соглашается выделить колледжу грант, восхищаясь гением и открытостью Чокнутого Профессора.

## В ролях
- Эдди Мёрфи — Шерман Кламп, Бадди Лав, Клетус Кламп, Эрни Кламп, Анна Кламп, Дженсен Кламп, Лэнс Перкинс
- Джада Пинкетт — Карла Парти
- Ларри Миллер — Дин Ричмонд
- Джеймс Коберн — Харлан Хэртли
- Дэйв Шапелл — Регги Варрингтон
- Монтелл Джордан — камео
- Джон Эйлс — Джейсон
- Пэтриша Уилсон
- Джамал Никсон — Эрни Кламп-младший
- Николь Маколи Петкинс

## Съёмочная группа
- Режиссёр: Том Шедьяк
- Сценарий: Дэвид Шеффилд, Бэрри У. Блаустайн, Том Шедьяк, Стив Одекерк
- Продюсеры: Брайан Грэйзер, Расселл Симмонс, Джерри Льюис
- Исполнительные продюсеры: Марк Липски, Кэрен Кехела, Джерри Льюис
- Оператор: Хулио Макат
- Художник: Уильям Эллиотт
- Композитор: Дэвид Ньюман
- Монтаж: Дон Циммерман
- Грим: Рик Бэйкер
- Костюмы: Ха Нгуен

## Награды
1997 — Оскар
Победитель в категориях:
- Лучший грим — Рик Бэйкер, Дэвид ЛеРой Андерсон

1997 — Золотой Глобус
Номинирован в категориях:
- Лучший актёр (комедия или мюзикл) — Эдди Мёрфи